# Xa lộ Liên tiểu bang 99
Xa lộ Liên tiểu bang 99 (tiếng Anh: Interstate 99 hay viết tắt là I-99) là xa lộ liên tiểu bang nội tiểu bang tại miền trung tiểu bang Pennsylvania của Hoa Kỳ. Điểm đầu phía nam của xa lộ nằm tại lối ra 146 của Xa lộ thu phí Pennsylvania (I-70 và I-76) ở phía bắc thành phố Bedford nơi xa lộ tiếp tục đi hướng nam với tên gọi Quốc lộ Hoa Kỳ 220 (US 220). Điểm đầu phía bắc nằm tại I-80 gần Bellefonte. I-99 đi qua Altoona và State College là nơi có Đại học Tiểu bang Pennsylvania. Nó hoàn toàn chạy trùng với Quốc lộ Hoa Kỳ 220. Các dự án dài hạn có thể nối dài I-99 về hướng nam dọc theo hành lang US 220 đến một nút giao thông khác mức với I-68 trong thành phố Cumberland, Maryland, và nối dài về hướng bắc dọc theo hành lang Quốc lộ Hoa Kỳ 220 và Quốc lộ Hoa Kỳ 15 đến một nút giao thông lập thể với I-86 ở phía tây thành phố Corning, New York.
Không như đa số các xa lộ liên tiểu bang, các mã số của các xa lộ liên tiểu bang là do Hiệp hội Quan chức Giao thông và Xa lộ Tiểu bang Mỹ (AASHTO) đặt cho để ứng vào một hệ thống trục dọc ngang (grid). Mã số của I-99 được ghi vào Đoạn 332 trong Đạo luật Ấn định Xa lộ Quốc gia năm 1995 bởi Bud Shuster, lúc đó là chủ tịch Ủy ban Hạ viện Hoa Kỳ đặc trách Giao thông và Hạ tầng cơ sở và cũng là người kiêm bảo trợ cho đạo luật và đại diện cho khu quốc hội mà xa lộ này đi qua. I-99 vi phạm quy định về mã số do AASHTO đặt ra có liên quan đến xa lộ liên tiểu bang vì nó nằm ở phía đông I-79 nhưng ở phía tây I-81 (đáng ra nó phải nằm ở phía đông của cả hai xa lộ vừa kể).

## Mô tả xa lộ

Bản đồ Nút giao thông lập thể Mount Nittany gần khu tự quản State College

I-99 bắt đầu tại một nút giao thông lập thể không trực tiếp với US 220 và Xa lộ thu phí Pennsylvania (được quy định là I-70 và I-76) ở phía bắc Bedford. Nó bắt đầu chạy trùng với Quốc lộ Hoa Kỳ 220 về hướng bắc trong khi quốc lộ tiếp tục đi hướng nam về phía ranh giới tiểu bang Maryland bằng hai làn xe với tên gọi là Appalachian Thruway. Nút giao thông lập thể với Xa lộ thu phí bắt buộc người lái xe phải sử dụng một đoạn ngắn của Quốc lộ Thương mại Hoa Kỳ 220 để đi đến xa lộ thu phí tại lối ra 146. Ở phía bắc điểm giao cắt của xa lộ thu phí, xa lộ có tên là Xa lộ Bud Shuster khi nó hướng về khu vực nông thôn của Quận Bedford. Nó kết nối đến Xa lộ Pennsylvania 56 (PA 56) ngay phía tây Sân bay Quận Bedford ở lối ra số 3 và PA 869 ở lối ra 7 trước khi băng vào Quận Blair. Ở đây, nó gặp PA 164 phía bắc East Freedom tại lối ra 23 trước khi đi vào khu vực Altoona.
Tại Hollidaysburg, một xã nằm ở phía nam thành phố, I-99 và US 220 kết nối đến Quốc lộ Hoa Kỳ 22 ở lối ra 28. Điểm giao cắt này cho phép người lái xe đi về hướng tây đến Ebensburg, Johnstown, và Pittsburgh. Xa lộ tiếp tục đi đến Altoona là nơi nó kết nối gián tiếp đến PA 36 qua ngã lối ra 32. Không như con đường gốc của Quốc lộ Hoa Kỳ 220 đi qua trung tâm thành phố, I-99 và US 220 gần như đi tránh sang phía đông, kết nối với thành phố qua ngã đường phố dẫn về phía đông từ khu vực phố chính. Tại rìa phía bắc của Altoona, PA 764 nhập lộ trình củ của US 220 và chạy song song với I-99 về phía bắc khoảng 3 dặm (5 km) đến Bellwood. Tuy nhiên PA 764 rời US 220 củ khoảng 2 dặm (3,2 km) ở phía nam Bellwood và kết thúc tại lối ra số 39 của I-99. Bellwood được phục vụ bởi lối ra 41 dẫn đến PA 865.
Xa lộ rẻ hướng đông bắc từ Bellwood để phục vụ xã Tyrone, nằm ở giao điểm của Quốc lộ Hoa Kỳ 220 củ và PA 453. Lối đến xã này được thực hiện qua lối ra 48 cũng là lối đến PA 453. Qua Tyrone, I-99 và US 220 đi qua các khu vực ít người là Quận Blair và Quận Centre. Vì lý do này mà chỉ có 3 lối ra nằm giữa Tyrone và khu tự quản State College: lối ra 52 phục vụ PA 350 và cộng đồng nhỏ Bald Eagle, và lối ra 61 và 62 kết nối đến Quốc lộ Hoa Kỳ 322 và xã Port Matilda. Tại đây, US 322 nhập vào I-99 và US 220 và đi theo chúng về hướng đông đến khu vực State College.
Tại lối ra 68, I-99 nhập vào Xa lộ cao tốc Mount Nittany, một xa lộ tránh đi ngang phía bắc của khu vực State College. I-99, US 220, và US 322 đi theo xa lộ cao tốc đến Nút giao thông lập thể Mount Nittany nằm ở rìa phía bắc khu vực khuôn viên Đại học Tiểu bang Pennsylvania. US 322 tiếp tục đi hướng đông qua nút giao thông theo xa lộ cao tốc Mount Nittany trong khi đó I-99 và US 220 tách khỏi US 322 và hướng về đông bắc đến Pleasant Gap. Tại điểm này, PA 26 nhập xa lộ cao tốc và đi theo nó đến Bellefonte. I-99 kết thúc khoảng 2,5 dặm (4,0 km) sau đó tại một nút giao thông lập thể với Xa lộ Liên tiểu bang 80.

### Nguồn gốc

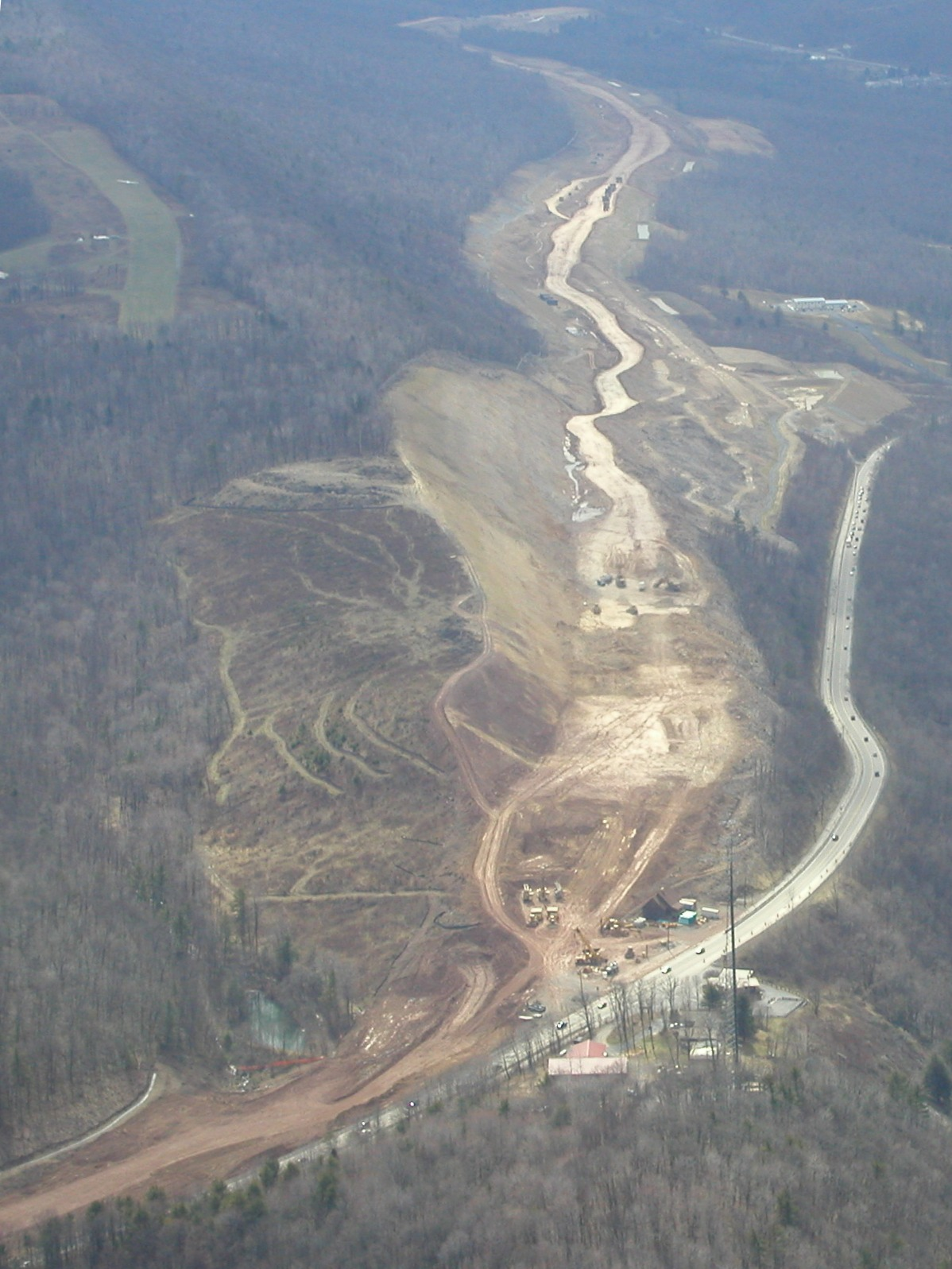
Hình năm 2002 mô tả việc thi công xây dựng I-99 khiến cho đá axit bị lộ ra. Hình nhìn về phía nam từ Julian trên đỉnh Núi Bald Eagle

## Tương lai

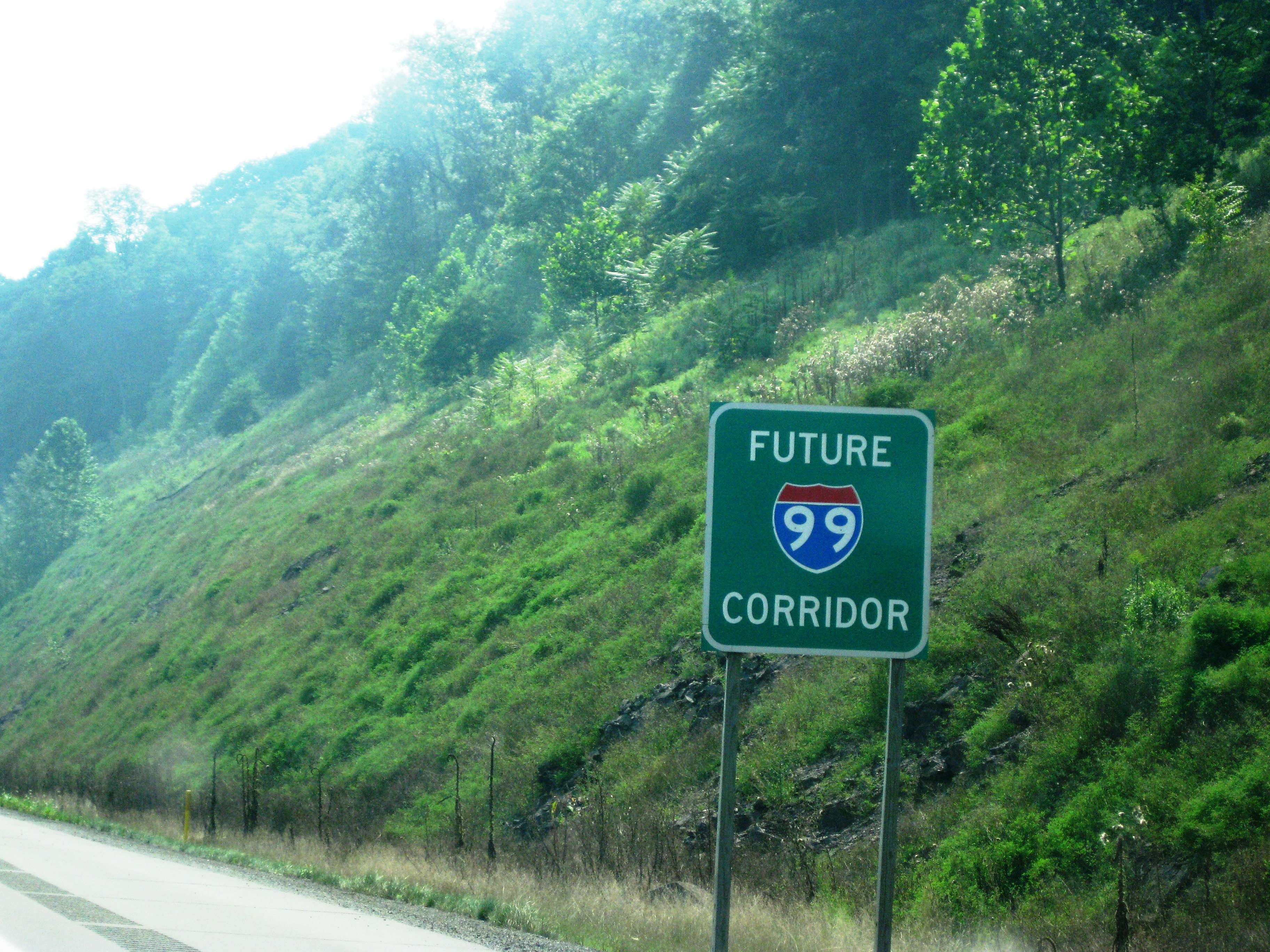
Biển dấu "Hành lang Tương lai I-99" trên Quốc lộ Hoa Kỳ 15, chiều đi hướng nam ở phía bắc Williamsport

## Lịch sử